# Visió d'elefants roses
La visió d'elefants roses és un eufemisme per a les al·lucinacions causades per delirium tremens o al·lucinosi alcohòlica. El terme es remunta almenys a principis del segle xx, sorgint d'idees anteriors sobre veure serps i altres criatures. Un personatge alcohòlic de la novel·la de 1913 de Jack London, John Barleycorn, fa referència a l'al·lucinació de «ratolins blaus i elefants rosats» mentre descriu els dos tipus diferents d'homes que consumeixen alcohol en excés. Un altre exemple notable de l'aparició d'elefants rosats a la cultura popular és la secció Pink Elephants on Parade de la pel·lícula d'animació Dumbo de Walt Disney de 1941.
Els elefants rosats existeixen realment a la natura. Tot i que són extremadament rars, els elefants albins poden semblar rosats i blancs.

## Història de l'eufemisme
Durant moltes dècades abans que «l'elefant rosa» es convertís en l'al·lucinació estàndard d'embriaguesa, es deia que la gent «veia serps». A partir de l'any 1889, i al llarg de la dècada de 1890, els escriptors van fer modificacions cada cop més elaborades a la visió estàndard de les serps. Van canviar l'animal per rates, micos, girafes, hipopòtams o elefants, o combinacions d'aquests; i el color afegit —blau, vermell, verd, rosa— i moltes combinacions d'aquests.
En el que pot ser el primer exemple registrat d'elefant rosa (parcialment), Henry Wallace Phillips al conte de 1896 The Man and the Serpent —de les seves Fables for the Times—– es refereix a un home borratxo que veu un «elefant rosa i verd» i un «hipopòtam amb plomes». El 1897, un avís humorístic sobre una obra de teatre titulada El mico blau, assenyalava que«L'hem vist. També l'elefant rosa amb la trompa taronja i la girafa groga amb guarnicions verdes. També altres coses».

Un dels primers usos literaris del terme és per Jack London el 1913, que descriu un tipus d'alcohòlic, a l'autobiogràfic John Barleycorn:
Hi ha, a grans trets, dos tipus de bevedors. Hi ha l'home que tots coneixem, estúpid, sense imaginació, el cervell del qual és mossegat adormit per cucs adormits; que camina generosament amb les cames amples i provisionals, cau freqüentment a la canaleta, i que veu, a l'extrem del seu èxtasi, ratolins blaus i elefants rosats. És el tipus que dona lloc a les bromes als diaris divertits.
Els «elefants rosats» es van convertir en l'animal dominant de l'elecció d'al·lucinacions de borratxos cap al 1905, tot i que encara s'invocaven regularment altres animals i altres colors. «Veure serps» o «veure serps a les botes» es va utilitzar habitualment en la dècada de 1920.
En el còmic Action Comics #1, publicat el 1938, Lois Lane informa al diari Daily Planet que va presenciar Superman. El seu editor descobreix la història de Lois i li pregunta si veia elefants rosats.
Una referència coneguda als elefants rosats es produeix a la pel·lícula d'animació de Disney de 1941 Dumbo. En un segment conegut com a Pink Elephants on Parade⁣, després de prendre una copa d'aigua d'una galleda amb xampany, Dumbo i Timothy comencen a al·lucinar elefants cantant i ballant.

## Referències de productes

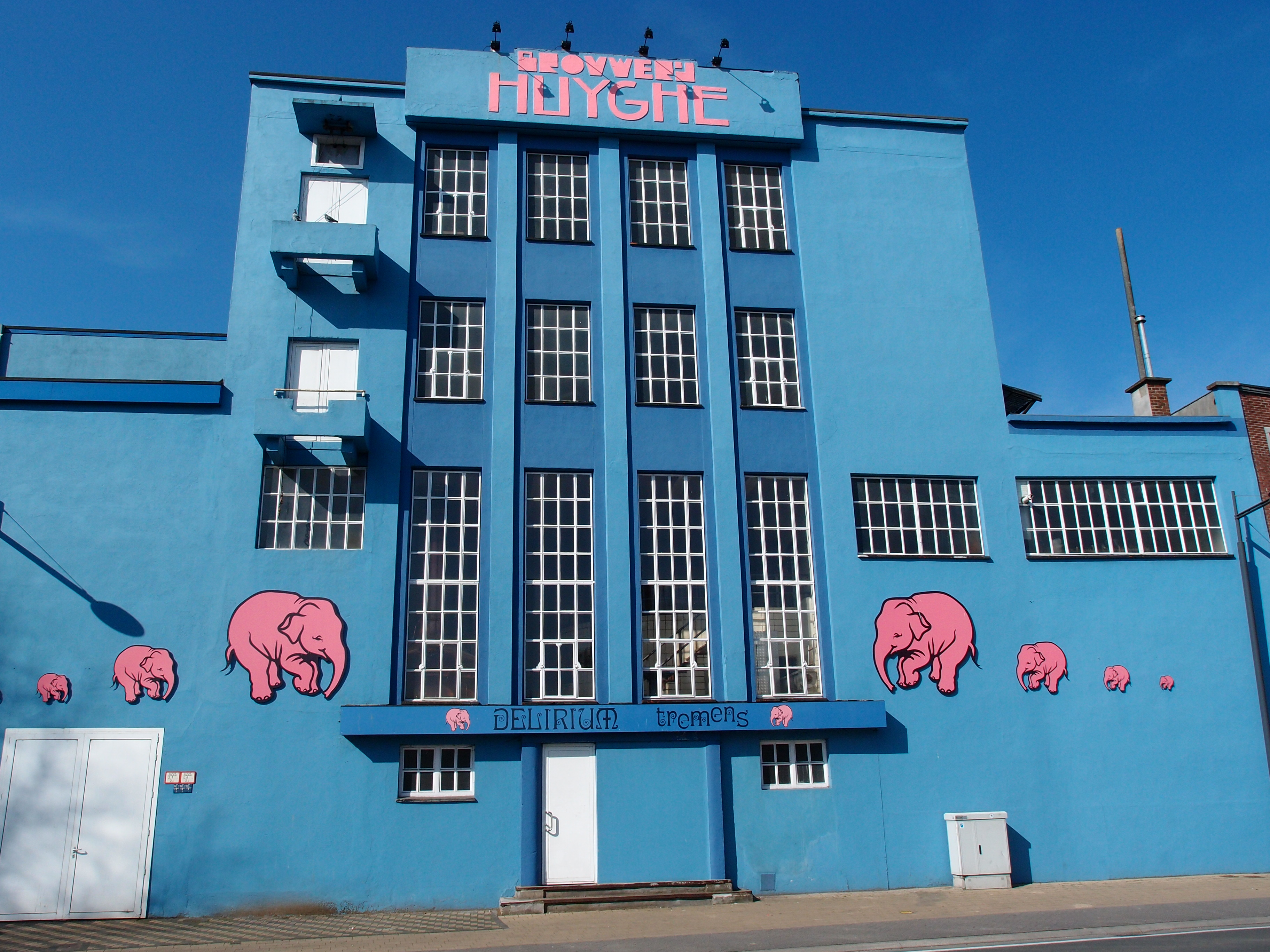
Brouwerij Huyghe el 2014.